# Street Fighter (datorspel)
Street Fighter (japanska ストリートファイター) är den första delen fightingspel i serien Street Fighter. Man spelar figuren Ryu som reser runt i världen och kämpar mot olika slagskämpar och bossar. Spelet kom ut på arkadmaskiner 1987.

## Historia
Det första Street Fighter spelet hade lite inverkan på TV-spelsvärlden och blev inte alls särskilt populärt. Folk gillade inte att man bara kunde vara en och samma figur hela tiden och att de andra figurerna var ospelbara. Den första spelaren fick spela som Ryu medan den andra spelaren fick spela som Ken om man ville spela mot varandra.
Man kunde göra Ryu och Kens signatur-slag, "Hadouken", "Shoryuuken" och "Tatsumaki Senpuukyaku", men dessa slag var väldigt svåra att göra p.g.a. kontrollerna, dessutom var spelet var väldigt obalanserat så om man använde några av de här "hemliga slagen" så kunde man lätt besegra motståndaren på några sekunder.
År 2006 släpptes Street Fighter I på PC och på Sony Playstation Portable i samlingsspelet "Capcom Classics Collection: Remixed", anledningen till att det dröjt så länge att konvertera spelet från arkad är främst på grund av att spelet aldrig blev särskilt populärt.

## Spelfigurer

### Spelbara
- Ryu (från Japan)
- Ken (från USA)

### Ospelbara
Från USA
- Joe
- Mike (väldigt lik Balrog från SF2, men Capcom har bekräftat att det inte är samma)

Från Japan
- Retsu
- Geki

Från England
- Birdie
- Eagle

Från Kina
- Gen
- Lee Yao-Gou

Från Thailand
- Adon
- Sagat (slutboss)

Många av figurerna har inte återkommit efter Street Fighter 1, men några har kommit tillbaka i senare Street Fighter-spel. De som har "försvunnit" är Joe, Mike, Retsu, Geki och Lee. 

## Porteringar
Spelet har porterats till flera olika konsoler. Till exempel Commodore 64, ZX Spectrum, Amstrad CPC, MS-DOS, Commodore Amiga. Det portades även till TurboGrafx-CD. Där hette det dock Fighting Street istället.
Street Fighter har även släppts till moderna konsoler som till exempel på Wiis Virtual Console. Den släpptes 2009 och då var det versionen som släpptes till TurboGrafx-CD.

### Fotnoter
1. ↑  ”Street Fighter” (på engelska). Gamespot. 6 mars 1987. http://www.gamespot.com/street-fighter/. Läst 14 januari 2017.